# Écublens (Vaud)
Écublens és un municipi del cantó suís del Vaud, situat al districte de l'Ouest lausannois.

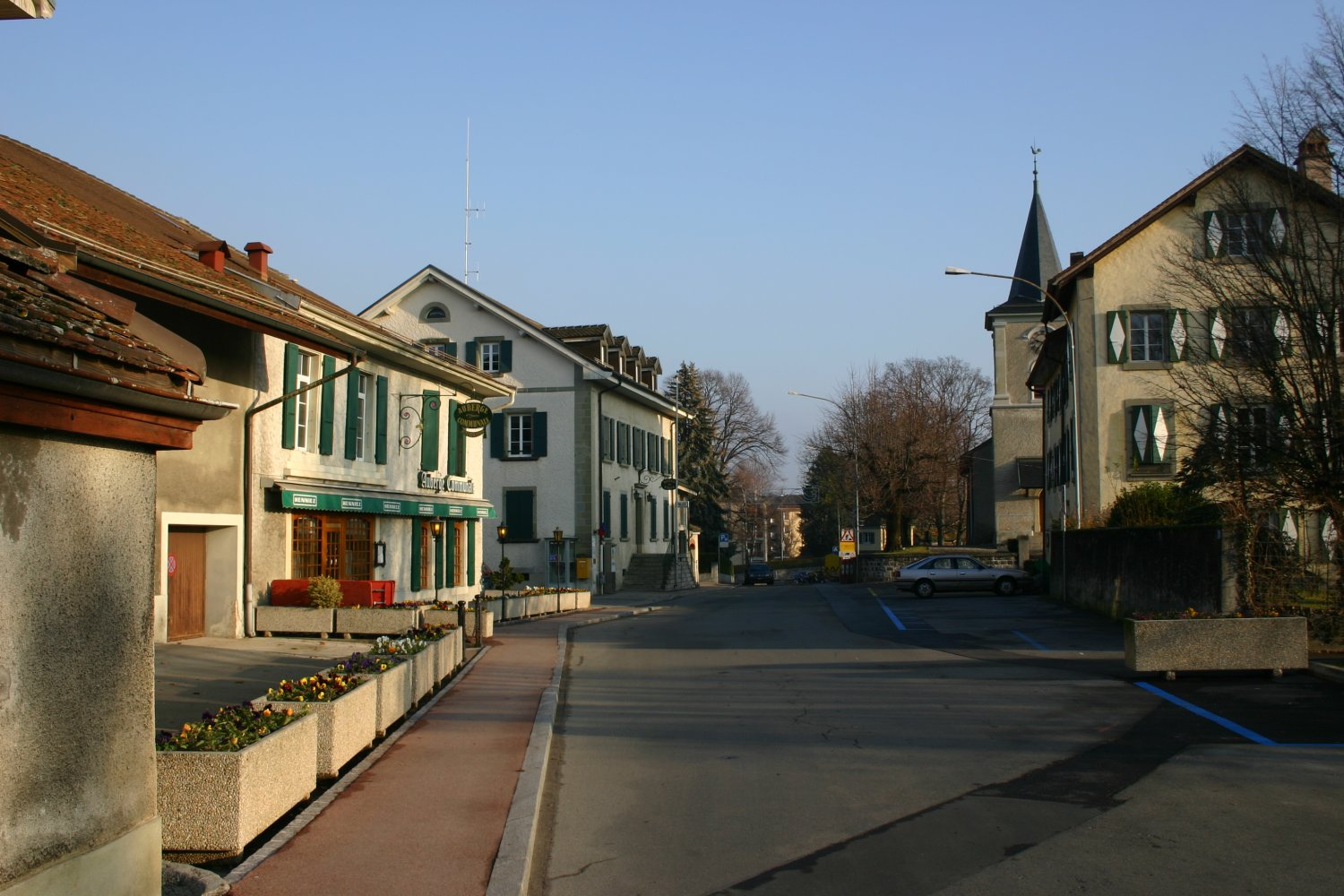
Vista del poble d'Écublens